# Herzmäre
Das Herzmäre ist eine mittelhochdeutsche Versnovelle, die Konrad von Würzburg in der zweiten Hälfte des 13. Jahrhunderts verfasste. Erzählt wird eine Dreiecksgeschichte zwischen einem Ritter, einer Dame und deren Ehemann. Verhandelt wird die Liebe zwischen der Dame und dem Ritter, deren Intensität und Qualität sich im Tod der Liebenden zeigt.

## Inhalt
Im Prolog des ‚Herzmäres’ wird mit einem Verweis auf Gottfried von Straßburg (Verse 9 ff.) die nachfolgende Erzählung als ein Beispiel einer vollkommenen Liebe deklariert; einer Liebe, die über den Tod hinaus besteht. Außerdem wird die Funktion und Wirkung von Literatur thematisiert, die Rezipienten zur Selbstbeobachtung und Selbstreflexion des eigenen Verhaltens anzuregen.
Erzählt wird eine Dreiecksgeschichte dreier namenloser Figuren: Ein Ritter liebt eine Dame, die verheiratet ist. Um die Liebenden auseinanderzubringen, möchte der Ehemann mit seiner Dame in das Heilige Land reisen. Diese aber bittet den Ritter dorthin zu reisen, um den Ehemann zu beruhigen. Auf dem Weg nach Jerusalem stirbt der Ritter an Liebessehnsucht und schickt seinen Knappen mit seinem einbalsamierten Herzen zur Dame zurück. Der Knappe wird jedoch durch den Ehemann abgefangen. Dieser lässt das Herz als Gericht zubereiten und setzt es seiner Gattin vor, die dieses isst. Nachdem sie erfährt, dass es sich um das Herz ihres Geliebten handelte, erkennt sie dessen unbedingte Liebe und stirbt selbst.
Im Epilog wird die Außergewöhnlichkeit und Beispielhaftigkeit der erzählten Geschichte betont. Auch wenn der Erzähler die Position vertritt, dass es in Gegenwart und Zukunft keine ähnliche Liebesfähigkeit gibt bzw. geben wird, so könne diese Liebesgeschichte doch dazu dienen, den Wert der Minne in der Realität zu steigern, indem die Qualität einer Liebesbeziehung in den Vordergrund gerückt werde. Der Erzähler benennt sich selbst als Konrad von Würzburg.

## Überlieferung
Das ‚Herzmäre’ ist durch 14 Überlieferungsträger bezeugt: Sieben vollständige Handschriften, zwei fast vollständige Handschriften, jeweils eine verbrannte beziehungsweise verloren gegangene Handschrift, ein Fragment sowie zwei verlorene Handschriften, von denen nur die Inhaltsverzeichnisse erhalten sind.
Der Textumfang schwankt zwischen 484 und 602 Versen. Das ‚Herzmäre’ ist in Sammelhandschriften zusammen mit anderen Werken unterschiedlicher Gattungen überliefert, Ausnahmen bilden nur die Handschriften „w“ aus der 1. Hälfte des 16. Jahrhunderts und „n“ aus dem 14. Jahrhundert als Einzelüberlieferungen. Die Handschriften werden in das 14. bis 16. Jahrhundert datiert, wobei ein Schwerpunkt im 14./15. Jahrhundert liegt. Die Sprache ist durchgängig Oberdeutsch (Alemannisch, Bairisch, Oberpfälzisch, Schwäbisch). Einen ausführlichen Schluss mit der Nennung Konrads bieten die Handschriften „l“ (um 1430/33) und „m“ (1455–1458). In zwei Handschriften ist der Text fälschlicherweise Gottfried von Straßburg zugeschrieben.

## Stoffgeschichte
Das Herz selbst ist ein häufiges Element von Erzählmotiven in allen Kulturen in sowohl sakralen als auch profanen Zusammenhängen. Das Motiv vom Essen eines Herzens ist dabei das am „häufigsten, weltweit und über große Zeiträume hin verbreitete“.
Zum Tragen kommen dabei Vorstellungen vom Herzen als Sitz der Lebenskraft und der Seele, als Sitz weltlicher und geistiger Liebe sowie als Sitz von Verstand, Mut, Angst, Feigheit und Laster. Metaphorisch steht das Herz für das ‚Innerste des Menschen’.
Erzählungen vom Typ des ‚Herzmäres’ sind in der Literatur des europäischen Mittelalters weit verbreitet. Dabei handelt es sich in der Regel um einen Racheakt eines eifersüchtigen Ehemannes, der das Herz eines Rivalen seiner Gattin zum Essen vorsetzt.
Erste überlieferte Zeugnisse stammen aus dem französischsprachigen Raum wie zum Beispiel im Tristanroman (ca. 1170) des Thomas d’Angleterre, in dem ein Lai in acht Versen zusammengefasst wird, der davon erzählt, wie ein eifersüchtiger Graf seiner Frau das Herz ihres Geliebten Guirun zu essen vorsetzt, oder im Lai d’Ignature (um 1200) des Renaut de Beaujeu, in dem die Geschichte parodisiert wird: Hier wird der Protagonist Ignaure von den Ehemännern seiner zwölf Geliebten getötet und sein Herz und Geschlechtsteil als Pastete den Frauen serviert.
In der folgenden Form findet diese Geschichte im Mittelalter und in der Neuzeit weite Verbreitung: Der Ritter wird auf einem Kreuzzug verwundet. Vor seinem Tod befiehlt er seinem Knappen, sein Herz der Geliebten zu übergeben. Dieser Bote wird jedoch von dem eifersüchtigen Ehemann abgefangen, der das Herz für seine Frau zubereiten lässt. Nachdem sie es unwissentlich gegessen hat, erfährt sie die Wahrheit und stirbt, weil sie keine weitere Nahrung mehr zu sich nimmt.
Konrad von Würzburg führte dieses Motiv in die deutschsprachige Literatur ein. Eine vermutete französische mündliche oder schriftliche Quelle (Hinweis in den Versen 23 f.) konnte bisher nicht nachgewiesen werden. Auffällig ist, dass die drei Protagonisten der Erzählung – Ritter, Dame und Ehemann – sowohl namenlos bleiben als auch nur oberflächlich charakterisiert sind, so dass die Einbettung in einen konkreten Kontext fehlt.
Bei Konrad handelt es sich jedoch nicht um eine Racheversion, sondern der Liebhaber stirbt an gebrochenem Herzen. Das Herz erhält damit eine neue Funktion: Von einem „Objekt der Rache“ wird es zu einem „Symbol der Liebe“.
Das Motiv ist bis in die Neuzeit zum Beispiel von Giovanni Boccaccio (im Dekamerone IV,1 und IV, 9), Hans Sachs, Gottfried August Bürger, Maler Müller, Ludwig Uhland verarbeitet worden.

## Dasminne-Konzept
Auffällig sind die unterschiedlichen minne-Konzepte der drei Figuren: Während der Ehemann der Ansicht ist, dass Liebe durch eine räumliche Trennung vergeht, vertritt die Dame die Auffassung, dass die Liebe eine Trennung übersteht. Der Ritter selbst glaubt auch an einen Fortbestand der Liebe, geht aber davon aus, dass die Trennung zum Tod der Liebenden führen wird, wie es in der Geschichte dann auch erzählt wird. Die Trennung stellt demnach keine Gefahr für die Liebe, sondern für die Liebenden dar, und bewirkt deren Tod: Der Ritter stirbt durch Sehnsucht, die Dame an Betroffenheit.
Durch die Aussagen in Prolog und Epilog wird deutlich, dass das minne-Konzept des Erzählers dem des Ritters entspricht. Minne drückt in dieser Erzählung engste Zusammengehörigkeit und eine Gleichstellung der Liebenden aus. Damit setzt sich diese Form der minne von der ab, wie sie die Hohe Minne kennzeichnet.
Die besonderen Qualitäten dieser Liebe sind Intensität und Beständigkeit, wobei sich die Liebe in Schmerz – als Zeichen erhöhter Empfindungsfähigkeit – und Tod in der Überwindung aller Hemmnisse bewährt (Liebe-Leid-Komplex). Dabei scheint diese Liebe außerhalb der gültigen sozialen und moralischen Ordnungen zu stehen, da die Bande zwischen Ehefrau und Ehemann sie kaum zu berühren scheinen.

## Textausgaben
- Kleinere Dichtungen Konrads von Würzburg, I: Der Welt Lohn – Das Herzmaere – Heinrich von Kempten. Hrsg. von Edward Schröder. 3. Aufl. Berlin 1959.
- Mittelalter. Texte und Zeugnisse. Hrsg. von Helmut De Boor. München 1965, Bd. 2, S. 1229–1236 (Das Herzmaere).
- Novellistik des Mittelalters. Märendichtung. Hrsg., übersetzt und kommentiert von Klaus Grubmüller (Bibliothek deutscher Klassiker 138). Frankfurt a. M. 1996, S. 262–295 (Das Herzmaere) und S. 1120–1132 (Kommentar).